# تبلیغات درون بازی

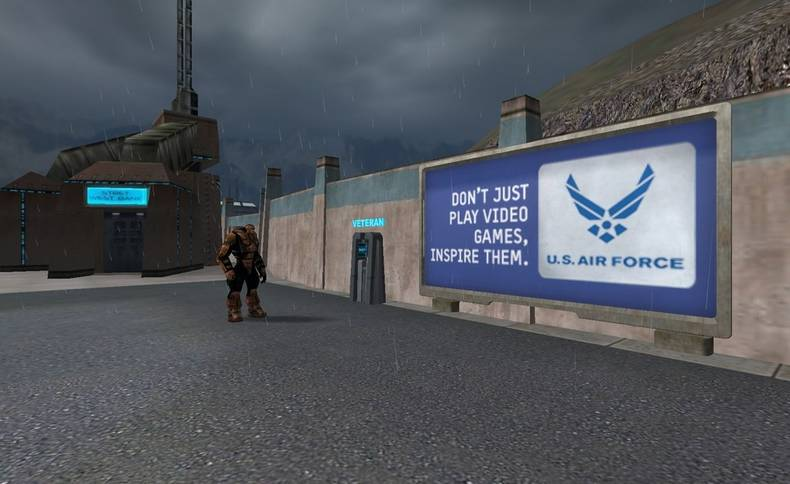
تبلیغات

ت advergames متفاوت است، که به بازی‌هایی اشاره دارد که به‌طور خاص برای تبلیغ یک محصول ساخته شده‌اند. صنعت IGA بزرگ و در حال رشد است.
تبلیغات درون بازی ۳۴ میلیون دلار در سال ۲۰۰۴، ۵۶ میلیون دلار در سال ۲۰۰۵، ۸۰ میلیون دلار در سال ۲۰۰۶، و ۲۹۵ میلیون دلار در سال ۲۰۰۷ تولید کرد. در سال ۲۰۰۹، هزینه‌های IGA به ۶۹۹ میلیون دلار، تا سال ۲۰۱۴ به ۱ میلیارد دلار رسید و طبق گزارش فوربس پیش‌بینی می‌شود تا سال ۲۰۱۶ به ۷٫۲ میلیارد دلار برسد.
اولین IGA شناخته شده بازی کامپیوتری Adventureland در سال ۱۹۷۸ بود که یک آگهی تبلیغاتی برای بازی بعدی خود، Pirate Adventure درج کرد.
IGA را می‌توان از طریق نمایشگر در پس‌زمینه، مانند بیلبورد درون بازی یا آگهی تبلیغاتی در طول زمان لود شدن بازی ایجاد کرد هنگام بارگیری بازی، یا به شدت در بازی ادغام کرد تا محصول تبلیغ‌شده برای تکمیل بخشی ضروری باشد. از بازی یا به‌طور برجسته در کات سین‌ها نمایش داده می‌شود. با توجه به برنامه‌نویسی سفارشی مورد نیاز، تبلیغات پویا معمولاً در پس زمینه ارائه می‌شود. تبلیغات استاتیک می‌تواند به صورت لجظه ای ظاهر شود. یکی از مزیت‌های IGA نسبت به تبلیغات سنتی این است که مصرف‌کنندگان در حین انجام یک بازی کمتر با رسانه‌های دیگر چندکاربری انجام می‌دهند، با این حال، هنوز توجه بین گیم‌پلی، کنترل‌ها و تبلیغات تقسیم می‌شود.

## اثربخشی
چندین محقق دانشگاهی تلاش کرده‌اند تا بفهمند IGA چقدر مؤثر است. اثربخشی چنین تبلیغاتی مورد بحث چندین محقق است. یانگ و همکاران. دریافتند که در بین دانشجویان ایجاد آگاهی از تبلیغات کم است، اگرچه بازیکنان تکه‌های کلمه را در بازی‌های ورزشی حفظ می‌کردند. گریس و کویل دریافتند که ۳۵٪ از بازیکنان می‌توانند مارک‌های تبلیغاتی را در یک مطالعه کنترل شده در مورد بازی‌های اتومبیل رانی به یاد بیاورند. لی و فابر دریافتند که عوامل اصلی برای حفظ بازیکن در IGA، مکان پیام‌های برند در بازی، مشارکت در بازی و تجربه قبلی در بازی است.